# Samurai Shodown
Nota: Se você procura o primeiro jogo da série Samurai Shodown, veja Samurai Shodown (jogo eletrônico).
Samurai Shodown (Samurai Spirits no Japão) é uma série de jogos de luta de videogame criada por Yasushi Adachi, e desenvolvida e publicada pela empresa japonesa SNK (empresa original) e então SNK.
Apesar do nome da série, a maioria dos personagens não são samurais no sentido literal da palavra. No Japão, o nome da série é oficialmente escrita em katakana, mas é geralmente escrita em kanji (侍魂, samurai damashii), com a segunda palavra pronunciada "supirittsu", "espíritos", para esclarecer melhor o tema do jogo.
Os jogos de arcade mais antigos são marcados pelo seu engrish, como por exemplo a palavra "victoly" (que deveria ser "Victory", vitória em inglês) que aparece no fim de cada partida. Na verdade, até o título do jogo é pronunciado errado. Como muitos títulos dos jogos foram desenvolvidos no Japão, "'Samurai Spirits" teve seu título modificado para outras regiões.
Originalmente os cenários de fundo das lutas foram criados e desenhados por Tomoki Fukui e as músicas compostas por Norio Tate.

## Revisão geral
As histórias tomam lugar no século XVIII no Japão, durante o Sakoku ou o período de isolamento do Japão (os quatro primeiros jogos têm cronologia nos anos de 1788 e 1789), com grande habilidade artística dos criadores para que os personagens que tinham origem fora do Japão (incluindo vários cenários que não existiam em 1788) pudessem fazer parte dos jogos. A sinopse de cada jogo é um pouco diferente, mas é centralizado num grupo de personagens e numa região no Japão.
Samurai Shodown consequentemente mostra e lembra algumas características da cultura japonesa junto com linguagem internacional com pequenas edições. Por exemplo, do contrário da maioria dos jogos de luta feitos no Japão, os personagens da série (incluindo o locutor das lutas) geralmente falam somente japonês, com diálogos que variam de formalidades arcaicas a uso de gírias dos dias modernos, algo que vem sido preservado para lançamentos de versões internacionais do jogo. Frases de vitória e outras cenas fornecem legendas em várias línguas, incluindo um inglês limitado, português e alemão. Muitas das músicas incluem instrumentos musicais japoneses tradicionais (predominando o shakuhachi) e mais tarde o estilo enka nelas. Vários personagens do jogo são baseados em pessoas reais da história do Japão.
Existem dois artistas principais para o design dos personagens e das ilustrações. Nos jogos mais antigos da série (do I ao IV), os personagens foram criados e desenhados por Eiji Shiroi. Seus trabalhos tinham como característica um estilo de caligrafia japonês tradicional. Enquanto que ele continua a desenhar para alguns outros jogos da série, eles são ilustrados por outro artista chamado Senri Kita, desde o quinto título.
Os jogos de "Samurai Shodown" são mais conhecidos pela sua barra "Rage" (怒), uma barra que só enche quando o jogador tem seu personagem recebendo dano, fazendo com que quando totalmente cheia, pode-se notar efeitos nos personagens e executar golpes especiais, dependendo do jogo. Os jogos mais antigos têm um juiz chamado Kuroko que fica no fundo do cenário, cuidando da partida.

### História
Aqui está a cronologia oficial tirada do site oficial de Samurai Shodown V:
- 1786 (em janeiro, até o fim do verão) – Samurai Shodown V (Samurai Spirits Zero)
- 1787 - Samurai Shodown (2019) (Samurai Spirits (2019))
- 1788 (do começo de primavera até o começo do verão) – Samurai Shodown (Samurai Spirits)
- 1788 (do verão até o começo do outono) – Samurai Shodown III (Samurai Spirits: Zankurō Musōken)
- 1788 (do outono até o começo do inverno) – Samurai Shodown IV (Samurai Spirits: Amakusa's Kōrin)
- 1789 (de primavera a verão) – Samurai Shodown II (Shin Samurai Spirits: Haōhmaru Jigokuhen)
- 1789 (no outuno) through 1790 (no verão) – Samurai Shodown 64 (Samurai Spirits (1997))
- 1790 (do fim do outuno até o começo do inverno) – Samurai Shodown 64: Warriors Rage (Samurai Spirits 2: Asura Zanmaden)
- 1791 – Samurai Shodown: Edge of Destiny (Samurai Spirits Sen)
- 1811 – Samurai Shodown: Warriors Rage (PlayStation) (Tale of Swordmen - Revival of the Azure and Crimson Blades - New Chapter of Samurai Spirits)

A série tem início na era Tenmei, quando alastrada pela fome, no Japão, o que levou a uma severa depressão e caos iminente pelo país. Enfurecido pelos lamentos dos homens de seu país e pela indiferença dos shogun para com tal situação, o ex-general de Tokugawa, Gaoh Kyogoku Hinowanokami, começa uma rebelião em sua terra, Hinowa, contra rei Tokugawa. Ele também tinha esperança de que sua revolta faria com que o próximo shogun, Yoshitora Tokugawa, percebesse de suas responsabilidades com o país. A guerra causada pelo conflito ganha o interesse de vários guerreiros. No fim da guerra, Gaoh é derrotado por Yoshitora e este último ganha posse de shogun para o país.
Mais de uma década antes da série começar, Amakusa Shiro Tokisada, tendo uma vez liderado a rebelião cristã, selou um pacto com uma entidade do mal chamada Ambrosia, momentos antes de sua execução. Usando o corpo de Shinzo (um dos filhos de Hanzo Hattori), ele ressuscita dois anos após os eventos em Hinowa. Ele planeja vingar-se dos que reinaram contra ele, com a intenção de ressuscitar Ambrosia no mundo mortal quando o fizesse. Ele rouba o item sagrado, a Pedra Palenke, de Grenhell (um país fictício da América do Sul) para obter o poder necessário para fazer o ritual.
Os feitos de Amakusa são então conhecidos pelo mundo todo, alongando-se do Japão à China, da Europa à América, atraindo bravos guerreiros para o centro de suas calamidades. Incluso nestes guerreiros, está Haohmaru, um ronin qu recentemente deixou sua tutela pelo seu mestre, Nicotine Caffeine. Ele vê o seu inimigo como uma chance de afiar suas habilidades com a espada. Uma sacerdote ainu, Nakoruru, apesar de ser pacifista, pega sua espada para salvar a Mãe Natureza de alguma dor futura. Apesar de vários lutadores tentarem acabar com Amakusa, somente estes dois puderam conseguir e, aparentemente, o matar durante isso.
Meses depois, outro "demônio" aparece no Japão. Contudo, ele não tinha relação nem com Amakusa nem com Ambrosia. Ele era um homem chamado Zankuro Minazuki, um poderoso guerreiro que tinha obtido a reputação de "demônio" por ter assassinado pessoas a sangue frio, vila após vila. Eventualmente, Zankuro percebe seus erros e decide aposentar-se de hermitage, somente concordando em matar guerreiros habilidosos em duelos. Uma de suas vítimas cujo vida ele poupou era uma criança que foi encontrada e criada por Haohmaru mais tarde. O nome da criança é Shizumaru Hisame, que almeja vingar-se do assassinato de sua família feito por Zankuro. Ele e Haohmaru tomaram caminho para testar suas habilidades contra Zankuro, desafizando outros guerreiros no caminho. Eventualmente, eles lutam entre si, sendo Shizumaru o vencedor. Apesar de Zankuro estar extremamente ferido, ele tenta dar um golpe final, tendo sido atacado por um raio. Ele morre elogiando o vencedos e seu corpo é enterrado.
Sua sepultura não dura muito. Amakusa ressuscita seus esforços por vingança e rouba o guerreiro caído como um implemento por destruição. Desta vez, seu espírito é dividido em duas partes, uma sendo boa e outra simplesmente corrupta e ambiciosa. Ao mesmo tempo que a parte má trás destruição ao Japão de Shimabara, a outra metade boa se esfroça para corrigir isto. O Amakusa mal sequestra uma jovem kunoichi chamada Hazuki, do clã ninja Kazama. Hazuki, adaptada com ki e possuindo uma força de vida especial dentro dela, é usada pelo feiticeiro para controlar os poderes de Zankuro. Seus irmãos, Kazuki e Sogetsu, correm para resgatá-la. Apesar de vários desfechos desta batalha terem sido interpretados, Kazuki é oficial e sucessivamente consegue matar Amakusa do mal, enquanto que Zankuro foi posto a descansar em paz por Sogetsu. Titulado como nukenin, ou ninja desonesto, pelo seu clã, Hazuki e Kazuki escondem-se enquanto que Sogetsu os deixa escapar.
Seis meses após este conflito, uma sacerdote possuída pelo malvado demônio, Mizuki Rashojin, emerge para enviar o mundo ao caos novamente. Mizuki, uma serva leal a Ambrosia de há 1000 anos, é acordada pelos poderes de Amakusa do mal. Seu despertar causa vários desastres pelo mundo, e apesar de seu espírito estar acordado, ela tem ainda que ascender no realidade mortal. Ela reza pelas almas de guerreiros azarados e usa dos mortos para fortalecer a ela e Ambrosia. O Amakusa bom salva Haohmaru e outras almas virtuosas mas ele cai nas mãos de Mizuki. Os guerreiros viajam para o Inferno para batalhar sua alma para impedí-la de ressuscitar. Haohmaru e Nakoruru foram capazes de viajar para o Inferno e derrotar Mizuki, aprisionando-a em Makai (mundo dos demônios).
Yuga the Destroyer, outro ser de origem o mundo Makai, move-se para conquistar o mundo, meio ano após a derrota de Mizuki. Vinte anos antes da ressureição de Amakusa, ela entra no mundo humano e rouba vários bebês dos colos de mães e, usando seu poder, lhes planta poderes super-humanos. Silenciosamente, ela devolve os bebês às mães e os espera crescerem, para se tornarem em guerreiros super-humanos. Na idade de adulto deles, ela lhes aparece e faz lavagem cerebral em todos eles, para os tornar escravos leais como se fossem seus fantoches mágicos num show. Uma de suas vítimas era uma mulher misteriosa chamada Shiki, a perfeita cara-metade para o plano de Yuga. Yuga ordena que Shiki encontre seu homem alma gêmea para que se possa ser executado a sua ressureição. Haohmaru é selecionado mas Yuga o subestima durante a batalha deles. Haohmaru a derrota e liberta Shiki de sua prisão mental.
Um ano passa, e Yuga, melhor preparado, ressuscita. Com sua segunda aparição, Asura, um ser destrutivo (que provoca catástrofes para "unificar este mundo e o inferno..."), escapa de sua prisão no inferno. Yuga, percebendo a força de Asura, clona ele e cria o seu servo leal Hanmen no Asura. Suas ordens era trazer Shiki de volta a ela. Contudo, ele se apaixona por Shiki e trái sua mestra. Ambos os Asuras derrotam Yuga inteiramente e fundem-se, deixando Shiki com um bebê. Ela então dá o bebê a Haohmaru, sentindo indigna de ser mãe.
Vinte anos se passam, a era dos samurais e homens armados com espada estavam chegando ao fim. Aqueles que não cumpriam com a mudança de paz da época eram considerados criminosos e aprisionados numa ilha. Habitantes zelosos erguem-se e tentam criar um "novo mundo exclusivo para os escolhidos", as quais eram as intenções de destruir o legado do shogun. O nome do grupo que eles formam foi chamado de "Liga das Três Lâminas da Dominação" e a ilha veio a ser conhecido por Ritenkyo. O líder deles era um homem velho chamado Oboro. Um membro do Shinsengumi, Seishiro Kuki, foi ordenado pelo seus superiores de assassinar os responsáveis pela criação de tal grupo. Em outro lugar, Haohmaru, mais velho, vai em busca de encontrar a sua sobrinha, Mikoto, e libertá-la de seu terrível passado.

### Recepção na mídia
O primeiro jogo da série, Samurai Shodown, foi um dos primeiros jogos de luta que modificaram a fórmula do clássico Street Fighter II, escolhendo um sistema de luta diferente e várias jogabilidades e melhoras gráficas (incluindo o tão revolucionário efeito de zoom da Neo Geo, primeiramente visto em "Art of Fighting"). Muitos acreditam Samurai Shodown ter sido o melhor e mais original jogo de luta dos seus dias. Seu sucessor, Samurai Shodown II, foi, também, entusiasticamente recebido por críticos e fãs devido à novas mecânicas de jogo e ao aperfeiçoamento dos já existentes.
Como várias das séries importantes da SNK, Samurai Shodown é uma das pioneiras na história dos jogos de luta. Por exemplo:
1. A série foi a primeira a introduzir personagens que utilizavam do de animais durante a luta para combates (por exemplo: Galford e Nakoruru)
2. Samurai Shodown 64 foi o primeiro jogo de luta tridimensional a incorporar arenas que possuíam multi-cenários, onde o jogador podia sair de uma seção para lutar numa outra área em volta. Esta ideia foi mais tarde usada no jogo Dead or Alive 2 (tal jogo que foi creditado erroneamente pela ideia).
3. Shin Samurai Spirits foi o primeiro jogo a incorporar um sistema de defesa especializado: bloquear um ataque iminente no último momento possível para defletir o ataque do oponente e baixar sua guarda, dando tempo para um contra-ataque. Esta habilidade encontrou-se presente pelas séries e variações desta foram mostrados em vários outros jogos de luta, como The Last Blade e, mais tarde, com o nome de Parry no Street Fighter III (da Capcom) e com o nome de Just Defense em Garou:Mark of the Wolves.

## Jogos Publicados
| Título da versão ocidental            | Título da versão japonesa                                                                                              | Plataforma                                                                         | Data de lançamento                                 |
| ------------------------------------- | --- | ---------------------------------------------------------------------------------- | -------------------------------------------------- |
| Samurai Shodown                       | Samurai Spirits (サムライスピリッツ)                                                                                   | Neo Geo, Gameboy, Game Gear, Super Nintendo, Mega Drive, Sega CD, 3DO              | 7 de julho de 1993                                 |
| Samurai Shodown II                    | Shin Samurai Spirits Haōmaru Jigokuhen (真サムライスピリッツ 覇王丸地獄変)                                             | Neo Geo, Neo Geo CD, PlayStation, Android, iOS                                     | 28 de outubro de 1994                              |
| Samurai Shodown III: Blades of Blood  | Samurai Spirits Zankurō Musōken (サムライスピリッツ 斬紅郎無双剣)                                                      | Neo Geo, Neo Geo CD, PlayStation, Sega Saturn                                      | 15 de novembro de 1995                             |
| Samurai Shodown IV: Amakusa's Revenge | Samurai Spirits Amakusa Kōrin (サムライスピリッツ 天草降臨)                                                            | Neo Geo, Neo Geo CD, PlayStation, Sega Saturn                                      | 25 de outubro de 1996                              |
| Samurai Shodown RPG                   | Shinsetsu Samurai Spirits Bushidō Retsuden (新説サムライスピリッツ 武士道列伝)                                         | Neo Geo CD, PlayStation, Sega Saturn                                               | 27 de junho de 1997                                |
| Samurai Shodown 64                    | Samurai Spirits (侍魂 ~SAMURAI SPIRITS~)                                                                               | Hyper Neo Geo 64                                                                   | 19 de dezembro de 1997                             |
| Samurai Shodown: Warriors Rage        | Samurai Spirits 2 Asura Zanmaden (SAMURAI SPIRITS 2 アスラ斬魔伝)                                                      | Hyper Neo Geo 64                                                                   | 16 de outubro de 1998                              |
| Samurai Shodown!                      | Samurai Spirits! (サムライスピリッツ!)                                                                                 | Neo Geo Pocket                                                                     | 25 de dezembro de 1998                             |
| Samurai Shodown! 2                    | Samurai Spirits! 2 (サムライスピリッツ! 2)                                                                             | Neo Geo Pocket Color                                                               | 30 de abril de 1999                                |
| * Samurai Shodown: Warriors Rage      | Kenkaku Ibunroku Yomigaerishi Sōkō no Yaiba Samurai Spirits Shinshō (剣客異聞録 甦りし蒼紅の刃 サムライスピリッツ新章) | PlayStation                                                                        | 22 de dezembro de 1999                             |
| Nakoruru ADV                          | Nakoruru ~Ano Hito kara no Okurimono~ (ナコルル～あのひとからのおくりもの～)                                           | Dreamcast, Microsoft Windows                                                       | 28 de março de 2002                                |
| Samurai Shodown V                     | Samurai Spirits Zero (サムライスピリッツ零)                                                                            | Neo Geo                                                                            | 10 de outubro de 2003                              |
| Samurai Shodown V Special             | Samurai Spirits Zero Special (サムライスピリッツ零SPECIAL)                                                             | Neo Geo                                                                            | 22 de abril de 2004                                |
| Samurai Shodown Mobile                | Samurai Spirits -Makai Rinne Ki- (サムライスピリッツ－魔界輪廻記－)                                                    | iMode Mobile                                                                       | 4 de julho de 2005                                 |
| Samurai Shodown VI                    | Samurai Spirits Tenkaichi Kenkakuden (サムライスピリッツ 天下一剣客伝)                                                 | Atomiswave                                                                         | 14 de setembro de 2005                             |
| Samurai Shodown Mobile II             | Samurai Spirits ~Shimensoka~ (侍魂～四面楚歌～)                                                                        | iMode Mobile                                                                       | 21 de novembro de 2005                             |
| Samurai Shodown Mobile III            | Samurai Spirits Tenka Musō Typing ~Makai Tenshō no Shō~ (侍魂天下無双タイピング～魔界転生の章～)                       | EZweb Mobile                                                                       | 12 de janeiro de 2006                              |
| Samurai Shodown: Edge of Destiny      | Samurai Spirits Sen (サムライスピリッツ閃)                                                                             | Taito Type X2, Xbox 360                                                            | 17 de abril de 2008                                |
| Samurai Shodown Anthology             | Samurai Spirits Rokuban Shōbu (título pode vir a mudar) (サムライスピリッツ 六番勝負（仮）)                            | PlayStation 2, PlayStation Portable, Wii                                           | 24 de março de 2009                                |
| Samurai Shodown: Legend of Oborozuki  | Samurai Shodown: Oborozuki Densetsu                                                                                    | Android, iOS                                                                       | Em fase de testes, sem data oficial de lançamento. |
| Samurai Shodown (2019)                | Samurai Spirits (サムライスピリッツ)                                                                                   | Arcade, Google Stadia, Microsoft Windows, Nintendo Switch, PlayStation 4, Xbox One | 25 de junho de 2019                                |
| Samurai Shodown 2 (TBA)               | Samurai Spirits 2 | Arcade, Microsoft Windows, Nintendo Switch, PlayStation 5, Xbox Series X           | TBA                                                |

- Samurai Spirits: Warriors Rage foi o último game da série a ser produzido pela produtora original, a SNK, antes da mesma pedir falência em 2000, a partir daí os direitos do título foram comprados pela Playmore e sob a batuta dela a série continua até então.

## Outras mídias

### Anime / Manga

#### Samurai Shodown: The Motion Picture[8]
Um especial de televisão (mais tarde dublado "o filme" para lançamentos internacionais) vagamente baseado no primeiro jogo lançado no Japão em 1994. Foi licenciado pela ADV Films, uma vez em 1994 e quando foi novamente lançado em 2005. A história era um aperfeiçoamento dos eventos de Samurai Shodown, mas os papéis dos personagens derivavam fortemente de suas origens no jogo. Uma das modificações bizarras feitas foi os produtores terem mudado a sexualidade de Amakusa, de masculino para feminino. Outra modificação questionável foi a inclusão dos "Sete Guerreiros Sagrados", guerreiros poderosos que ressuscitam somente para lutar contra Ambrosia, fato que nunca foi mencionado fora do filme, os quais são Haohmaru, Charlotte (que demonstram grande afeto um pelo outro quase no fim), Tam Tam, Amakusa (que traiu o grupo), Wan Fu, NaKoruru e Galford. Todos os personagens do jogo em questão fizeram aparição cameo no filme, contudo, vários deles não eram de importância para a continuidade da sinopse (por exemplo: Ukyo só apareceu nos créditos finais, que citam cenas deletadas do filme) . Apesar de ter sido mal recebido pelos críticos, o filme é caçado pelos fãs como um item de colecionador.

#### Samurai Shodown(história de romance gráfico)
Durante a popularidade do segundo jogo, um romance gráfico foi produzido pelo escritor Kyoichi Nanatsuki e pelo artista Yuki Miyoshi. Sua série foi transmitida na parada revista Game On! e mais tarde terminou-se no Animerica. Então, ela foi compilada e publicada em forma de romance escrito pela Viz Media. A história tem seus eventos passados na época anterior de Samurai Shodown II, estabelecendo um personagem original, Yui Minbunosuke Shosetsu, como um antagonista principal. Os personagens do jogo como Haohmaru, Nakoruru, Hanzo, Charlotte e Genan permaneceram como os personagens principais da história. Ele geralmente interagiram com vários personagens originais da história ; o mais proeminente talvez tenha sido a Koga kunoichi, Nagiri, que acreditava que Haohmaru tinha matado seu pai durante suas viagens e o caçou para vingar-se disto.

#### Samurai Shodown 2: Asura Zanmaeden(OVAde duas partes)
O primeiro OVA serve como uma preparação para os eventos do jogo Samurai Shodown: Warriors Rage. O design dos personagens foram feitos por Aoi Nanase, um velho fã da SNK. Ao contrário da maioria dos animes baseados em videogames, as vozes dos personagens foram dubladas pelos mesmos dubladores do jogo. A história basicamente desenvolve-se em cima de Nakoruru e seus ideais humanitários: ela acredita que qualquer com um coração tem o direito de viver pacificamente.

Shiki, apesar de aparentemente estar livre da influência de Yuga, é reconhecida como uma oferenda ao retorno da feiticeira e foi por causa da filosofia de Nakoruru que ela foi salva por Haohmaru. Nakoruru a encontra e então se esforça para defendê-la pacificamente de seus perseguidores, o que inclui Haohmaru, Galford e Asura. Apesar de ser conhecida pela sua noção de moral e sua natureza pacífica, Nakoruru eventualmente concorda em usar a sua espada e lutar pelos que precisam de proteção. Apesar de sua profunda ferida após sua batalha com Nakoruru, Asura apunhala Shiki com uma faca e ambos afundam num portal para o mundo subterrâneo. Fazendo paz com o seu alter-ego que tem sede de sangue, Nakoruru deixa Kamui Kotan, tendo esperança de receber notícias da segurança de Shiki.

#### Nakoruru: Ano Hito kara no Okurimono(OVA inacabado)
O segundo OVA de 30 minutos tem sua história centralizada no jogo Nakoruru ADV, trazendo novamente Nakoruru como a heroína principal. O design dos personagens foi feito por Yasuomi Umetsu, que é mais conhecido pelo seu trabalho em Mezzo Forte e Kite. Os eventos desta história se passam durante a época de paz entre o primeiro e o segundo jogo da série. A história introduz os amigos de infância de Nakoruru, Yamtamu e Manari, junto de sua irmã mais nova, Rimururu, e o enigma implacável Rera. Nakoruru, apesar de gostar da serenidado na época, começa a ter várias premonições de devastação e é caçada pelo pensamento de maior carnificina. O clímax do episódio é Nakoruru protegendo um veado de uma queda de rochas, mostrando que foi causado por entidades maléficas. Por razões inexplicadas, o OVA nunca teve nenhum outro episódio lançado, deixando a história inacabada.

### Jogo de cartas
Em dezembro de 2006, a Sabertooth Games lançou um jogo de cartas colecionáveis de Samurai Shodown V, junto com o The King of Fighters: Maximum Impact 2, para o jogo Universal Fighting System (UFS). UFS tem como objetivo ser um sistema universal, com outros jogos também, como Street Fighter e Soul Calibur III que têm inclusão na série. Dentre os baralhos iniciais de personagens estreantes na série foram, também, lançados os baralhos para Haohmaru e Ukyo Tachibana. A equipe de produção da STG clamam ter como favorito os baralhos de Nakoruru e Hanzo Hattori.